# Müllheim (Germania)
Müllheim è un comune tedesco di 18 199 abitanti, situato nel land del Baden-Württemberg.

## Amministrazione

### Gemellaggi
- Ledro